# Heser aradensis
Heser aradensis är en spindelart som först beskrevs av Levy 1998.  Heser aradensis ingår i släktet Heser och familjen plattbuksspindlar.
Artens utbredningsområde är Israel. Inga underarter finns listade i Catalogue of Life.